# Cussay
Cussay ist eine französische Gemeinde mit 567 Einwohnern (Stand: 1. Januar 2022) im Département Indre-et-Loire in der Region Centre-Val de Loire; sie gehört zum Arrondissement Loches und zum Kanton Descartes. Die Einwohner werden Cussayais genannt.

## Geographie
Cussay liegt etwa 41 Kilometer südsüdöstlich von Tours. Der Esves begrenzt die Gemeinde im Norden. Umgeben wird Cussay von den Nachbargemeinden Ligueil im Norden und Osten, Paulmy im Südosten, Neuilly-le-Brignon im Süden, Descartes im Westen und Südwesten sowie Civray-sur-Esves im Westen und Nordwesten.

## Bevölkerungsentwicklung
| Jahr                       | 1962 | 1968 | 1975 | 1982 | 1990 | 1999 | 2006 | 2017 |
| Einwohner                  | 726  | 707  | 583  | 537  | 551  | 560  | 562  | 570  |
| Quellen: Cassini und INSEE |      |      |      |      |      |      |      |      |

## Sehenswürdigkeiten

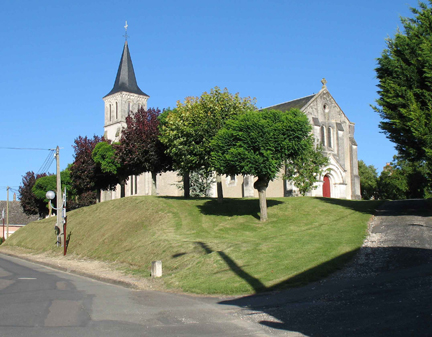
Kirche Saint-Pierre-ès-Liens

- Kirche Saint-Pierre-ès-Liens